# Église Saint-Léopold de Lunéville
L'église Saint-Léopold de Lunéville est un édifice situé à Lunéville, dans la Meurthe-et-Moselle en région Grand Est.

## Histoire
Consacré en 1954, l'édifice est conçu par l'abbé Aubry avec le soutien de l'architecte est Jacquot Paul ; la verrière de la façade d'entrée est l’œuvre de Jean Barillet.
L'église est inscrite au titre des monuments historiques par arrêté du 10 février 2014.

## Description
L'église est construite à partir d'un plan rectangulaire à vaisseau unique couvert d'une voûte parabolique en béton armé. Elle est typique des églises d'après-guerre : très sobre et dépouillée, avec les matériaux laissés bruts. 
La verrière d'entrée représente un christ en résurrection dominant la complexité du monde. 